# Li Jun (Leichtathlet)
Li Jun (* 2. Januar 1993) ist ein chinesischer Kugelstoßer.

## Sportliche Laufbahn
Erste internationale Erfahrungen sammelte Li Jun bei den Juniorenweltmeisterschaften 2012 in Barcelona, bei denen er mit 19,72 m den sechsten Platz belegte. Zwei Jahre später gewann er mit Bestleistung die Bronzemedaille bei den Hallenasienmeisterschaften in Hangzhou hinter dem Inder Om Prakash Karhana und seinem Landsmann Wang Guangfu. 2017 erfolgte die Teilnahme an den Asienmeisterschaften in Bhubaneswar, bei denen er sich mit 18,16 m auf Rang sieben klassierte. 2018 nahm er erstmals an den Asienspielen in Jakarta teil und wurde dort mit 18,59 m Sechster. Im Jahr darauf erreichte er bei den Asienmeisterschaften in Doha mit einer Weite von 18,24 m den achten Platz.

## Persönliche Bestleistungen
- Kugelstoßen: 19,11 m, 17. Juni 2018 in Guiyang
  - Kugelstoßen (Halle): 18,52 m, 16. Februar 2014 in Hangzhou